# Don Diego de Villamayor
Don Diego de Villamayor es un retrato del pintor Pantoja de la Cruz, realizado en 1605, que se encuentra en el Museo del Hermitage de San Petersburgo, Rusia.
El pintor de los reyes españoles Felipe II y Felipe III retrató a este integrante de una orden de caballería, como indican el lazo en su brazo derecho y la Cruz de Alcántara en su pecho. El joven, vestido de gala y con armadura, se apoya en una espada de lazo, característica del siglo XVII.
El modelo del retrato se identifica sobre la base de la inscripción como Diego Sarmiento de Sotomayor y Villamayor a los 17 años - hijo de Diego Sarmiento de Sotomayor, I conde de Salvatierra (cortesano de Felipe II).
El retrato sigue las pautas de las escuela veneciana y flamenca en cuanto a la representación de la austeridad, la sobriedad pero también en la riqueza de los encajes y joyas.